# Maroko na Letnich Igrzyskach Olimpijskich 1960
Maroko na Letnich Igrzyskach Olimpijskich 1960 reprezentowało 47 zawodników (wszyscy mężczyźni). Reprezentanci Maroko zdobyli 1 srebrny medal na tych igrzyskach.

## Zdobyte medale
| Medal  | Zawodnik             | Dyscyplina sportowa | Konkurencja       |
| ------ | -------------------- | ------------------- | ----------------- |
| Srebro | Rhadi Ben Abdesselam | lekkoatletyka       | (bieg maratoński) |